# Gekijōban Naruto: Dai Koufun! Mikazuki Jima no Animal Panic Dattebayo!
Gekijōban Naruto: Dai Koufun! Mikazuki Jima no Animal Panic Dattebayo! - 大興奮!みかづき島のアニマル騒動だってばよ! (em tradução livre, Naruto O Filme: A Revolta dos Animais da Lua Crescente) é um filme anime japonês de 2006 baseado no manga e anime Masashi Kishimoto  franquia. É o terceiro e último filme da série durante a Parte I, antes que o filme  primeiro filme fosse lançado durante a Parte II. Foi anunciado em 6 de agosto de 2005 na abertura de  Naruto the Movie: Legend of the Stone of Gelel . O site da TV Tóquio afirma que "Grande excitação! The Animal Panic of Crescent Moon Island!  Foi lançado em formato de DVD em 25 de abril de 2007.
É o terceiro filme baseado na franquia Naruto criada por Masashi Kishimoto. Dirigido por Toshiyuki Tsuru, o longa foi lançado no Japão dia 5 de agosto de 2006 e, assim como o anterior, não teve lançamento oficial em nenhuma mídia no Brasil. Foi o último filme da primeira fase do anime antes da estréia de Naruto Shippuden e de Naruto Shippuden the Movie. A história se passa após o episódio 196, logo depois de Sasuke desertar da Vila da Folha para aumentar seu poder treinando com Orochimaru. Cenas do filme podem ser vistas nas aberturas e nos encerramentos dos episódios 197 ao 199.
A banda japonesa MARIA realiza a canção tema do filme "Tsubomi". As primeiras 100 mil pessoas a assistirem ao longa em cinemas selecionados receberiam um ioiô temático de Naruto, em que havia uma imagem do protagonista da série e quando solto, uma luz azul acendia imitando a aparência de um Rasengan.

## História
Naruto Uzumaki, Sakura Haruno, Rock Lee e Kakashi Hatake foram enviados para proteger um príncipe durante sua viagem ao redor do mundo e garantir que ele volte com segurança para sua casa no País da Lua. O País da Lua por ser muito rico possibilita que o Príncipe compre tudo que deseja. Durante sua viagem, o Príncipe encontra um grupo circense que possui um raro tigre dente-de-sabre que ele deseja ter, então ele compra o grupo todo. De repente a missão de proteger o príncipe que dificilmente escuta o que lhe é dito, se torna em uma missão para proteger não só ele, mas também outros animais, e tentar levá-los de alguma forma salvos para suas casas. O problema surge quando três ninjas que manipulam jutsus amedrontadores estão a espera.

## Elementos da história

### Personagens da série
- Tsunade - Quinta Hokage
- Naruto Uzumaki
- Sakura Haruno
- Rock Lee
- Kakashi Hatake

### Personagens específicos do filme
- Hikaru
- Michiru
- Amayo

### Vilões
- Ishidate
- Karenbana
- Kongou
- Ministro Shabadaba